# Herbert Jernberg
Karl Herbert Jernberg, född 8 februari 1911 i Skogs församling,  Gävleborgs län, död 12 december 1975 i Högalids församling, Stockholm, var en svensk kompositör och violinist. Han blev 1943 riksspelman i fiol med kommentaren "-För gott spel, goda låtar och intresserat arbete för folkmusiken".